# Гончаров, Александр Георгиевич
Александр Георгиевич Гончаров (28 сентября 1910 года, Ейск, Краснодарский край — 4 ноября 1952 года, Крым) — русский советский писатель, журналист.

## Жизнь и творчество
Александр Гончаров родился и вырос в рабочей семье. Пятилетним мальчиком он остался сиротой. Воспитывался у родственников в городе Ростове-на-Дону. С 15 лет начал трудовую жизнь, работая подручным слесаря на электростанции. В 1930—1931 годах работал в Северо-Кавказском доме детского коммунистического движения, а с 1932 года перешёл на работу в редакцию газеты «Рабочий Ростов», а потом — в редакцию газеты «Ударник».
В 1933 году горком комсомола направил Александра Гончарова в редакцию железнодорожной газеты «Звезда», где он работает в течение девяти лет. За все эти годы А. Гончаров опубликовал ряд сборников очерков и рассказов: «Белое золото» (1931), «Ровесники Октября» (1932), «Долг» (1941) и другие.
В сентябре 1941 года парторганизация Управления Северо-Кавказской железной дороги принимает А. Гончарова кандидатом в члены партии, а в марте 1942 года он добровольно уходит на фронт.
Александр Гончаров становится военным корреспондентом армейской газеты. Пишет очерки, боевые зарисовки, фельетоны.
В статье «Памяти друга», написанной в 1970 году, писатель Виталий Закруткин вспоминал:
|  | Трудно было редакции работать в обстановке непрерывных боёв, бомбежек, отступления поредевшей армии. Среди корреспондентов одним из самых исполнительных и неутомимых был Гончаров, Саша, как все называли его... Несмотря на то, что войска всё время находились в движении, он успевал побывать во многих батальонах и ротах, доставлял в редакцию наиболее свежие сведения... А вечерами, уставший, серый от дорожной пыли, наспех умывался, брал гитару и задумчиво пел песни.' |

В дни жестоких боёв на Кавказе в октябре 1942 года А. Гончаров решил стать коммунистом и был принят в ряды коммунистической партии. А через год за неутомимую корреспондентскую деятельность в армейской газете командование награждает Александра Георгиевича Гончарова медалью «За боевые заслуги».
Капитан А. Г. Гончаров заслуженно был удостоен боевой награды, но тяжёлая болезнь в конце концов заставила оставить военную службу.
В декабре 1943 года он вернулся в редакцию газеты «Звезда», уже на пост заместителя ответственного редактора. Здесь он работает два года.
С осени 1945 года переходит на работу в Обком партии, а впоследствии утверждается ответственным редактором литературно-художественного альманаха «Дон».
В 1946 году в Ростовском книжном издательстве вышла книга его рассказов «Перед праздником».
С 1947 года болезнь приковала А. Гончарова к постели. Преодолевая тяжкий недуг писатель создаёт свою повесть «Наш корреспондент». Книга выходит в Ростове, в Москве, а позже — в Софии и Варшаве в переводах на болгарский и польский языки.
В расцвете творческих сил Александр Георгиевич Гончаров ушёл из жизни, но память о нём хранят его произведения. Творчеству А. Г. Гончарова высокую оценку давали В. А. Закруткин, Б. Полевой и другие.
Александр Георгиевич умер в Крыму, в санатории, 4 ноября 1952 года. Когда через несколько дней его хоронили сотни ростовчан на Братском кладбище, в киосках города появился ноябрьский номер журнала «Октябрь», где была напечатана повесть «Наш корреспондент». Номер журнала положили на грудь писателя.

## Произведения А. Г. Гончарова
Отдельные издания
- Перед праздником. — Ростов н/Д: Ростиздат, 1946.

- Наш корреспондент. — М.: Советский писатель, Гослитиздат, Воениздат, Ростиздат, 1953.